# 岩手県道17号岩手平舘線
岩手県道17号岩手平舘線（いわてけんどう17ごう いわてたいらだてせん）は、岩手県岩手郡岩手町から八幡平市平舘へ至る県道（主要地方道）である。

## 概要
八幡平市と岩手町（JR東日本・IGRいわて銀河鉄道いわて沼宮内駅）とを結ぶ主要道路であるが、一度七時雨山方面へ北上したのち西根寺田丁字路（県道227号との交点）で東へ針路を変えることから、一般県道の岩手県道257号岩手大更線が短絡道路として利用されている。

### 路線データ
- 実延長：18,054.4 m[1]
- 起点：岩手郡岩手町[1]（国道281号交点）
- 終点：八幡平市平舘[1]（国道282号交点）

## 歴史
- 1959年（昭和34年）3月31日 - 平舘岩手線として県道に認定される[1][2]。
- 1976年（昭和51年）4月1日 - 県道平舘岩手線の一部が、岩手平舘線として建設省（現・国土交通省）から主要地方道の指定を受ける[3]。
- 1993年（平成5年）5月11日 - 建設省により改めて主要地方道の指定を受ける[4]。
- 2016年（平成28年）4月1日 - 国道282号西根バイパスの開通に伴い、西根バイパス交差点から国道282号旧道交差点までの区間が八幡平市道に移管される[5]。

## 地理

### 通過する自治体
- 岩手郡岩手町
- 八幡平市

### 交差する道路
- 国道281号（岩手町大字沼宮内第1地割）
- 岩手県道253号元木江刈内線（岩手町大字江刈内第10地割）
- 国道4号（沼宮内バイパス・岩手町大字五日市第12地割）
- 岩手県道257号岩手大更線（岩手町大字久保第8地割）

県道257号側が優先道路。一方井・西根寺田方面からの車両は一旦停止する。
- 岩手県道227号田代平西根線（八幡平市西根寺田第14地割）

県道227号へは平舘方面から北へ直進、沼宮内方面からは右折。
- 国道282号（八幡平市平舘第9地割）